# Chery eQ1
La Chery eQ1 est un modèle de citadine électrique fabriquée par le constructeur automobile chinois Chery depuis 2016,.

## Aperçu
Initialement nommée Chery S51 EV, la Chery eQ1 est alimentée par un moteur électrique synchrone à aimant permanent,, au moment de son lancement, son prix était de 49 800 à 99 800 yuans.

## Galerie

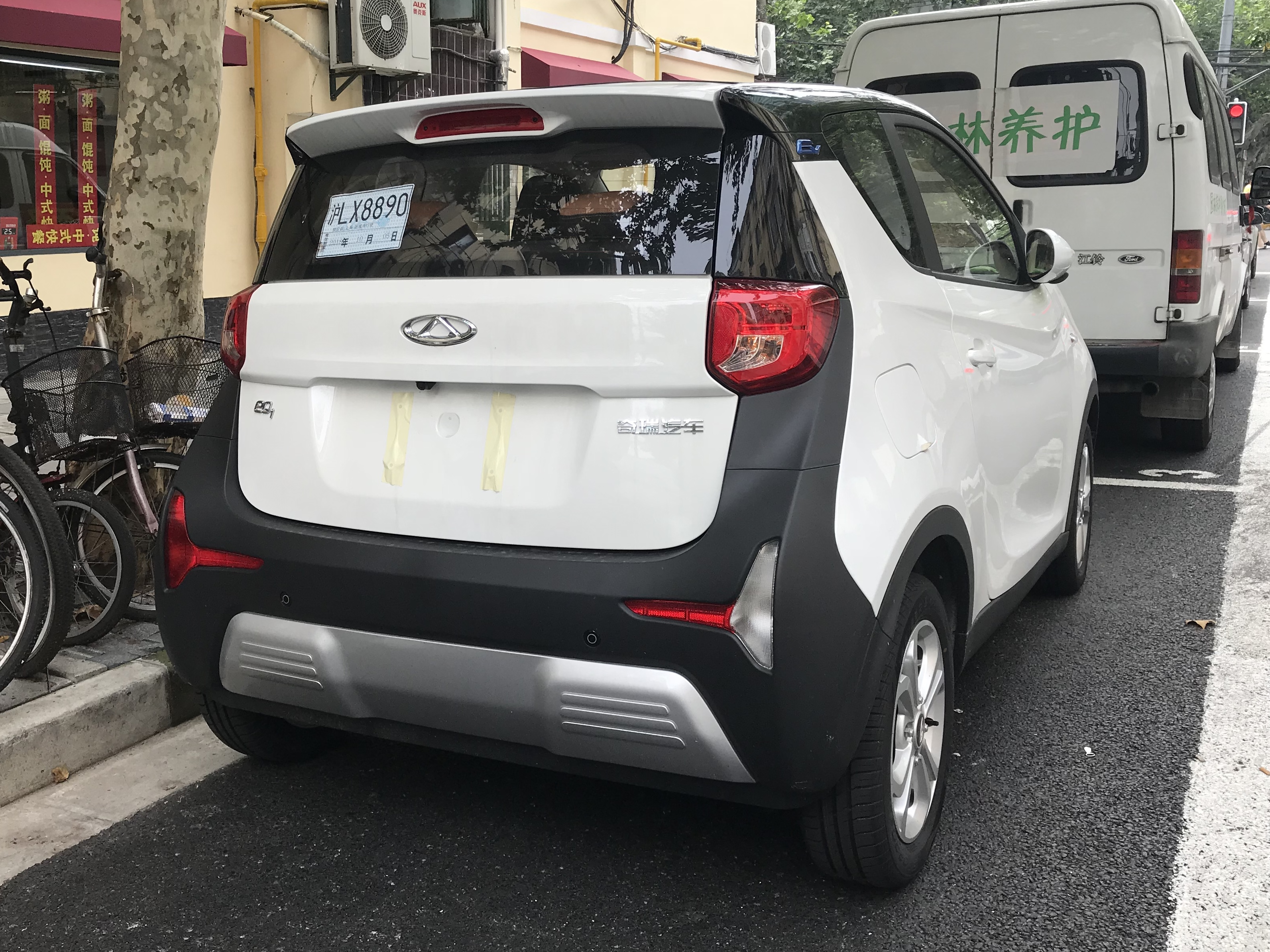
Chery eQ1 vue arrière
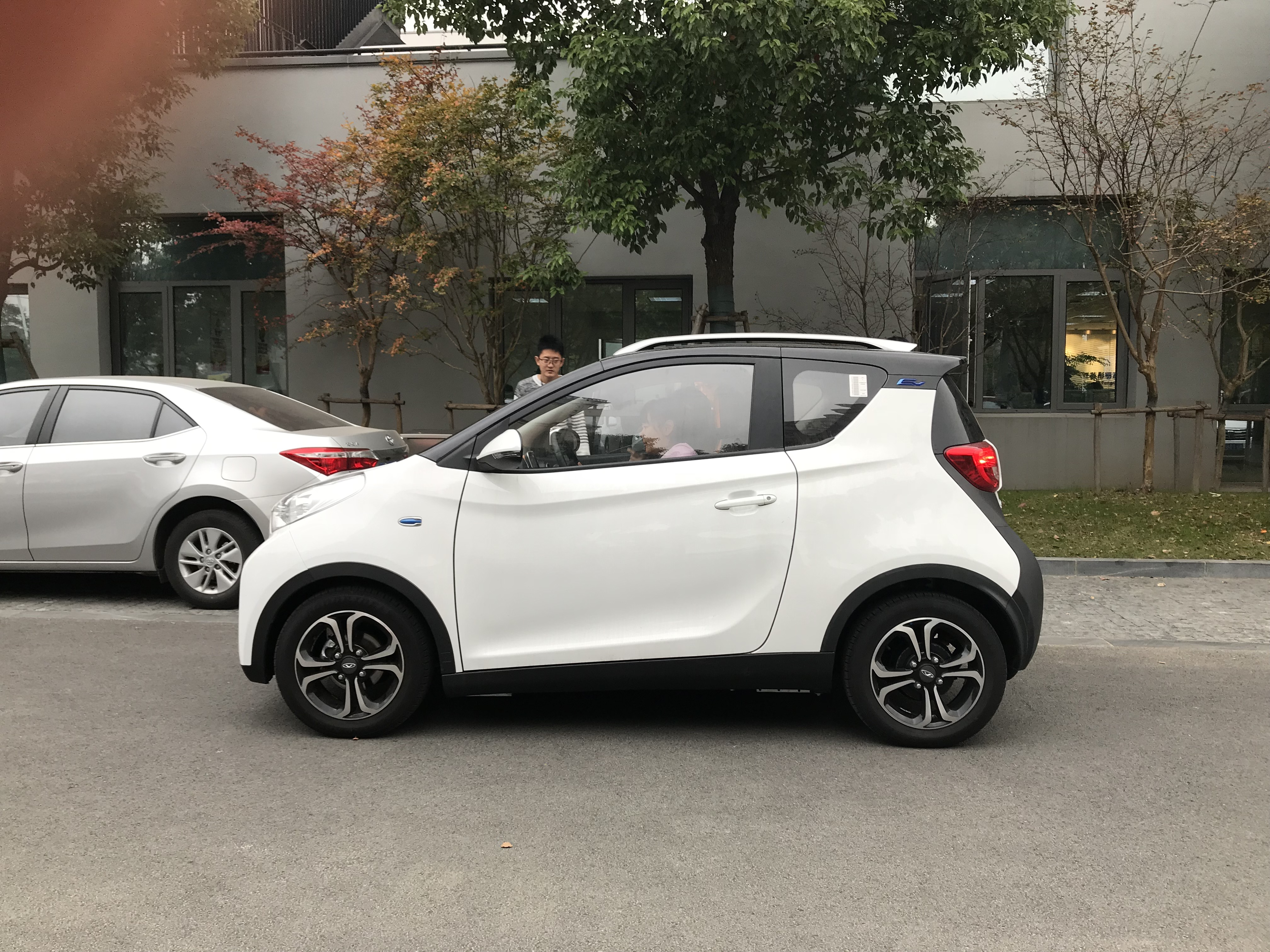
Chery eQ1 vue de profil